# Roman Mählich
Roman Mählich (* 17. September 1971 in Wiener Neustadt) ist ein ehemaliger österreichischer Fußballspieler und späterer -trainer und -funktionär. Außerdem ist er seit 2010 als Fußballanalytiker beim Österreichischen Rundfunk beschäftigt.

## Karriere als Spieler

### Verein
Mählich begann seine Karriere bei Citizen Kagran und wechselte 1989 zum Wiener Sportclub. 1994 ging er zum FC Tirol Innsbruck. Seine erfolgreichste Zeit hatte er von 1995 bis 2003 beim SK Sturm Graz, mit dem er drei Saisonen in der UEFA Champions League spielte.
Der 172 cm große Mittelfeldspieler wechselte Anfang der Saison 2003/04 zum SC Untersiebenbrunn, um in der zweiten Liga seine Karriere ausklingen zu lassen. In den Jahren 2004 bis 2007 spielte er bei den Austria Amateuren. Von dort wechselte er zum ASK Schwadorf. Im Herbst 2008 wechselte er zum niederösterreichischen Gebietsligaverein SCU Kilb. Von diesem kam er im Frühjahr 2009 zum gleichklassigen Klub SC Lassee, mit dem er schon einige Runden vor Schluss den Meistertitel und den damit verbundenen Aufstieg in die 2. Landesliga fixierte. Anschließend beendete Mählich seine aktive Fußballerkarriere.

### Nationalmannschaft
Mählich nahm an der Fußball-Weltmeisterschaft 1998 in Frankreich teil, bei der er in drei Spielen zum Einsatz kam. Insgesamt absolvierte er 20 Länderspiele für die österreichische Fußballnationalmannschaft. Sein Debüt absolvierte er 1992 in Linz im Spiel gegen Portugal, sein letztes Länderspiel im Mai 2002 bei der 2:6-Niederlage im Testspiel in der BayArena in Leverkusen gegen Deutschland.

## Karriere als Trainer
Ab August 2009 trainierte Mählich die erste Kampfmannschaft des SC-ESV Parndorf 1919 in der österreichischen Regionalliga Ost. Der Verein trennte sich Ende November wieder von ihm. Als Grund wurden nicht erfüllte Erwartungen der Vereinsführung angegeben. Von Dezember 2009 bis Juni 2012 war er beim SC Lassee als Trainer tätig. Nachdem er zuvor noch den SC Mannsdorf und den SV St. Margarethen trainiert hatte, war er von März 2015 bis Saisonende Trainer der Amateure der Wiener Austria. Ab 2016 fungierte er als Co-Trainer dieser.
Im Juni 2017 wurde Mählich Trainer des Zweitligisten SC Wiener Neustadt. Mit Wiener Neustadt erreichte er in der Saison 2017/18 den dritten Rang und erreichte damit die Relegation zum Aufstieg. Dort konnte man sich allerdings nicht gegen den SKN St. Pölten durchsetzen. Nach dem verpassten Aufstieg verließ Mählich den Verein und sein Co-Trainer Gerhard Fellner wurde Cheftrainer.
Im November 2018 wurde er Trainer des Bundesligisten SK Sturm Graz, für den er bereits als Spieler aktiv gewesen war. Im Juni 2019 trennte man sich von Mählich. Die Grazer beendeten die Saison 2018/19 auf dem fünften Rang.
Im September 2019 wurde er Trainer des Zweitligisten SC Austria Lustenau. Im Juni 2020 verließ er Lustenau.
Ab Juli 2024 war Mählich Sportdirektor beim SK Korneuburg. Nach dem Rücktritt von Michael Augustin als Trainer der Korneuburger übernahm er im Dezember 2024 zusätzlich auch noch das Traineramt. Dieses legte er jedoch Ende März 2025 aufgrund der Unvereinbarkeit mit seinem Job beim ORF nieder und trat wenige Tage später auch als Sportdirektor der Weinviertler zurück.

## TV-Analyst
Seit 2010 analysiert Mählich (mit Herbert Prohaska und Helge Payer) Fußballspiele für den ORF.

## Erfolge
- 2 Mal österreichischer Meister (1998, 1999) mit Sturm Graz
- 3 Mal österreichischer Pokalsieger (1996, 1997, 1999) mit Sturm Graz
- 3 Mal österreichischer Supercupsieger (1996, 1998, 1999) mit Sturm Graz
- WM-Teilnahme 1998